# Prescottia brickellia
Prescottia brickellia är en insektsart som beskrevs av Ball 1932. Prescottia brickellia ingår i släktet Prescottia och familjen dvärgstritar. Inga underarter finns listade i Catalogue of Life.